# Tour de San Luis
Tour de San Luis er et argentinsk etapeløb i landevejscykling for professionelle cykelryttere. Løbet foregår i provinsen San Luis i Argentina. Løbet er kategoriseret med 2.1 og er en del af UCI America Tour. 

## Vindere
| År   | Vinder          | Toer               | Treer             |
| ---- | --------------- | ------------------ | ----------------- |
| 2007 | Jorge Giacinti  | Fernando Antogna   | Francisco Mancebo |
| 2008 | Martín Garrido  | Gerardo Fernández  | Jorge Giacinti    |
| 2009 | Alfredo Lucero  | Jorge Giacinti     | José Serpa        |
| 2010 | Vincenzo Nibali | José Serpa         | Rafael Valls      |
| 2011 | Marco Arriagada | José Serpa         | Josué Moyano      |
| 2012 | Levi Leipheimer | Daniel Díaz        | Stefan Schumacher |
| 2013 | Daniel Díaz     | Tejay van Garderen | Alex Diniz        |
| 2014 | Nairo Quintana  | Phillip Gaimon     | Sergio Godoy      |
| 2015 | Daniel Díaz     | Rodolfo Torres     | Nairo Quintana    |
| 2016 | Dayer Quintana  | Eduardo Sepúlveda  | Nairo Quintana    |